# Jaan Tõnisson
Jaan Tõnisson (Viiratsi, 22 dicembre 1868 – Tallinn, luglio 1941 circa) è stato un politico, editore e avvocato estone.
Fu un editore del quotidiano Postimees, un politico e uno statista estone che si oppose democraticamente alla dominazione russa (sia zarista che sovietica) della sua nazione.
Per due volte ricoprì la carica di Primo ministro dell'Estonia tra il 1919 - 1920, altre due fu un Anziano Capo di Stato dell'Estonia (in estone: Riigivanem) e successivamente Ministro degli Esteri dell'Estonia dal 1931 al 1932.

## Biografia

### Gli anni giovanili
Tõnisson nacque il 22 dicembre 1868, vicino a Tänassilma, comune rurale appartenente a Viiratsi, nella Contea di Viljandi, al tempo parte del Governatorato della Livonia, dominato dall'Impero russo.
Egli crebbe durante il periodo di risveglio nazionale estone, essendo così ispirato da idee nazionaliste e di autodeterminazione del suo popolo, fin dalla sua infanzia.
Frequentò la scuola parrocchiale e successivamente il Liceo a Viljandi. Studiò alla facoltà di Legge dell'Università di Tartu, dove egli si unì alla confraternita giovanile della Società degli Studenti estoni, un folto gruppo di giovani che giocò un importante ruolo, in ambito studentesco, all'interno del Movimento Nazionale estone tra la fine del XIX secolo e gli inizi del XX secolo.
Tõnisson divenne il Presidente della Società, avendo modo di conoscere e collaborare con Villem Reimann, leader del Movimento Nazionale, in quel periodo.

## La carriera

### Il Movimento Nazionale
La politica di russificazione perpetrata dall' Impero russo in quegli anni, aveva fatto chiudere numerose organizzazioni estoni, e studenti meritevoli, incluso Jaan, cominciarono a tenere discorsi per cercare supporti sempre più numerosi tra gli estoni etnici.
Nel 1893 Tõnisson divenne l'editore del più grande quotidiano estone, il Postimees. Con l'aiuto di Tõnisson, vi fu il Risorgimento di Tartu, un periodo in cui gli Estoni cercavano di indebolire la pressante politica di russificazione dell'Impero russo. Nel 1896, Tõnisson insieme ai suoi più stretti collaboratori, comprarono il giornale Postimees e lo resero l'organo del movimento nazionale estone negli anni seguenti. Tõnisson supportava il nazionalismo, che manteneva gli animi ancorati a forti basi morali e non cercava di conquistare altre nazioni. Nel suo pensiero, una nazione avrebbe dovuto crescere forte dello spirito democratico.
Tõnisson combatteva anche per lo sviluppo dell'economia estone, focalizzandosi specialmente sulle attività connesse ad essa, come la fondazione delle prime cooperative agricole in Estonia, ed anche la Società Estone di Prestito e Risparmio fu fondata con la sua iniziativa.
Nel 1901 Konstantin Päts fondò il secondo quotidiano estone, dando inizio ad una rivalità politica, non solo tra il Postimees e il nuovo Teataja, ma anche tra gli stessi Tõnisson e Päts. Tõnisson guidava la fazione moralista, mentre Päts quella economica del movimento nazionale. Entrambi cercavano di diventare figure nazionali trainanti, Tõnisson era idealista e nazionalista, Pãts invece enfatizzava l'importanza dell'attività economica.

### Gli esordi della carriera politica
Anche se Tõnisson non approvò la partecipazione del popolo estone alla Rivoluzione del 1905, ciò non tolse che egli protestò appassionatamente contro le brutali azioni repressive in Estonia, organizzate dal potere imperiale russo. Mancando il suo supporto alla partecipazione degli estoni alla rivoluzione, Tõnisson andò in conflitto con molti politici estoni più radicali. Ciò tuttavia lo salvò dall'essere deportato in esilio, come invece capitò a Pãts ed a Otto Strandman.
A seguito della rivoluzione, l'Imperatore Nicola II di Russia fu obbligato a dare al popolo certe libertà politiche. Tõnisson sfruttò il Manifesto di ottobre per allargare i diritti degli estoni, fondando il primo partito politico estone: il Partito del Progresso Nazionale Estone (Eesti Rahvuslik Eduerakond - ERE; o anche il Partito del Popolo Progressista Estone, Eesti Rahvameelne Eduerakond), insieme con Villem Reiman. Il partito sosteneva le idee nazionaliste, liberali, ed i diritti costituzionali e democratici. La base era simile al Partito Democratico Costituzionale (Kadets) in Russia. , con meno differenze in materie agricole e nazionali. L'ideale di Tõnisson era visto come una politica moderata, per non aver supportato la rivoluzione, ma egli era fermamente deciso a sostenere che gli estoni etnici dovessero avere stessi uguali diritti dei russi e dei Tedeschi baltici e voleva che l'Impero Russo si trasformasse in una monarchia costituzionale. Essendo un partito meno radicale quello di Tõnisson rimase legale anche con l'azione repressiva del dopo Rivoluzione.
Nel dicembre del 1905 Tõnisson organizzò il raduno dei rappresentanti estoni a Tartu. Subito dopo il suo primo meeting, molti rappresentanti incitarono supportandolo Jaan Teemant, che fu un accanito difensore della rivoluzione, ad essere il presidente del meeting invece del più moderato Tõnisson. Teemant vinse le elezioni sorprendentemente, ma Tõnisson si rifiutò di lasciare. Infine, Tõnisson e i suoi seguaci moderati lasciarono il raduno , mentre i restanti rappresentanti portarono la riunione sulla discussione sul come prendere il potere rivoluzionario, con lo sbigottimento dello stesso Jaan Teemant.
Nel 1906 il Partito Nazionale Progressista vide un grande supporto e Tõnisson fu tra i quattro politici estoni ad essere eletti alla prima Duma dello Stato nel 1906., in cui egli si unì al gruppo degli Autonomisti e Federalisti. Tõnisson fu eletto nella compagine di questo gruppo e organizzò una fazione baltica separata nel gruppo. Inoltre prese parte al gruppo di protesta contro le azioni del governo russo, cercando di proteggere i nuovi diritti ottenuti che l'imperatore della Russia stava tentando di cancellare.
Il 23 giugno del 1906, Tõnisson insieme ad altri centosettantasette membri della Duma dello Stato, firmò l'Appello di Vyborg, proclamato per disobbedienza, in protesta contro la dssoluzione della Duma dello stato estone. Tõnisson fu rimosso dalla dirigenza del Postimees (fu poi ricollocato a breve) e nel dicembre del 1907 fu messo sotto processo. Il risultato fu una sentenza di condanna di tre mesi da scontarsi nella prigione di Tartu. La prigione non impedì la sua fervente attività politica. Negli anni seguenti alla rivoluzione egli si concentrò sullo sviluppo del sistema scolastico estone, fondando società scolastiche in tutta la nazione e aprendo numerose scuole superiori di lingua estone.
Le cooperative e le politiche agricole che Tõnisson aveva stabilito , si svilupparono velocemente raccogliendo un vasto assenso nella popolazione, con il risultato della creazione di una società civile estone e influenzando una generale crescita dell'economia e della salute dell'Estonia.
Nel 1915, Jaan Tõnisson e Jaan Raamont iniziarono la creazione di un Comitato del Baltico del Nord, per la protezione dei rifugiati di guerra. Tõnisson divenne presidente del Comitato fino al 1917 sperando di essere più vicino al potere amministrativo.

### Autonomia
Successivamente alla Rivoluzione di Febbraio, gli estoni reagirono velocemente e conquistarono i diritti di autonomia e formarono un'armata nazionale dal Governo Provvisorio Russo. Nel marzo del 1917, Tõnisson incontrò il primo ministro della Russia, Georgj Lvov, che tuttavia non poté promettere l'autonomia e lo ribadì alla Assemblea provinciale russa. Nei dibattiti relativi all'autonomia, Tõnisson supportava la divisione del tempo dell'Estonia in due Governatorati, solamente perorava una maggiore autonomia per entrambi. Fu l'idea di Konstantin Päts, di creare un singolo Governatorato Autonomo dell'Estonia che passò e Tõnisson, tra gli altri politici estoni, fu scelto per comporre il disegno di un progetto di riforma del governo autonomo. Tõnisson fu spesso tra i pochi politici che contattò direttamente il Governo Provvisorio Russo, in queste questioni. Infine, si creò il nuovo Governatorato Autonomo dell'Estonia, e Tõnisson fu eletto al Maapäev nel 1917. Il suo partito venne rinominato Partito Democratico Estone (in estoneEesti Demokraatlik Erakond - EDE) e allora guadagnò sette dei cinquantacinque seggi.
Sulle prime Tõnisson propose un'idea di un superstato della Scandinavia, che alla fine si sviluppasse supportando la completa secessione dalla Russia. Comunque nel tardo autunno del 1917, Tõnisson fu tra i primi politici estoni, che iniziarono a premere per ottenere la completa indipendenza dell'Estonia. Dopo la Rivoluzione di Ottobre, i comunisti locali soppressero l'Assemblea Provinciale. Il 28 novembre del 1917, molti dei suoi membri si incontrarono al Castello di Toompea e dichiararono che l'Assemblea dovesse essere ritenuta il più alto potere legittimo in Estonia. In un discorso al Parlamento, Tõnisson sottolineò la situazione di completa anarchia in Russia e difese la dichiarazione dei membri, che alla fine si dimostrò un vittorioso successo per l'indipendenza dello stato.
Conseguentemente Tõnisson venne prontamente arrestato dalle forze bolsceviche, il 4 dicembre del 1917 per aver organizzato una riunione a favore della Assemblea Provinciale, a Tartu. Egli fu espulso dallo stato l'8 dicembre. La Commissione degli Anziani dell'Assemblea tuttavia si riunì clandestinamente e decisero di nominare Tõnisson come uno dei delegati estoni da inviare a Stoccolma, al fine di trovare supporti esteri all'indipendenza estone, o almeno per una sicura autonomia. Tõnisson e altri membri della Assemblea Provinciale Russa, furono nominati delegati estoni all'estero e Tõnisson divenne il leader della Delegazione Estera Estone, ruolo che sarà ancora suo quando l'Estonia dichiarerà la sua indipendenza il 24 febbraio 1918. Le delegazioni vennero alla fine trasformate in ambasciate ed a Stoccolma, Tõnisson incontrò gli ambasciatori di Francia e Germania per ottenere supporti per l'indipendenza dell'Estonia, ma fu successivamente inviato a Copenaghen, anche se alla fine diversi delegati estoni si riunirono a Stoccolma. Il 16 marzo 1918, il ministro degli affari esteri svedese concesse di ricevere i delegati ma non garantì loro alcun supporto. (Supporto che poi gli estoni troveranno nella Gran Bretagna). Dopo che l'occupazione tedesca finì, al termine della prima guerra mondiale, Tõnisson rientrò in Estonia il 16 novembre 1918.

### Indipendenza
Dal 12 novembre 1918, Tõnisson ricoprì la carica di Ministro senza portafoglio. e dal 27 novembre 1918 al 9 maggio 1919 fu Ministro degli Esteri plenipotenziario del Governo provvisorio estone, con a capo Konstantin Päts. Tõnisson si recò nuovamente all'estero, questa volta in Finlandia, per cercare armi e prestiti finanziari per affrontare la Guerra di indipendenza estone, dopo che i bolscevichi erano piombati nello stato estone per tentare di prendersi il potere. Tõnisson prese parte anche alla Conferenza di pace di Parigi, al termine della prima guerra mondiale, assieme alla delegazione estone.
Per le elezioni all' Assemblea Costituente Estone, Tõnisson trasformò nuovamente il suo partito, questa volta col nome di Partito del Popolo Estone. Nelle elezioni della Assemblea Costituente della primavera del 1919, il suo partito di centro-destra (liberal-conservatore), prese 25 seggi su 120, meno del Partito dei Lavoratori Socialdemocratici Estoni (ESDTP) e del partito laburista. La composizione della nuova repubblica estone fu determinata da partiti di sinistra e partiti di centro, incluso il Partito del Popolo Estone di Tõnisson.
Il 18 novembre del 1919, Tõnisson divenne Primo ministro dell'Estonia. Già il giorno successivo, il governo decise, che l'Estonia avrebbe iniziato a condurre le negoziazioni di pace con la Russia e il 2 febbraio 1918, fu firmato il Trattato di Tartu, mettendo così fine alla sanguinosa Guerra d'indipendenza estone. Con il trattato l'Estonia e l'RSS Russa divennero le prime nazioni a riconoscere l'indipendenza reciproca. Numerosi paesi confinanti con la Russia, ed anche i paesi occidentali reagirono negativamente alla decisione dell'Estonia di siglare un trattato di pace con la Russia sovietica.
Nel 1920 le relazioni con la Lettonia cominciarono a deteriorarsi, quando l'Estonia respinse l'amministrazione lettone al fi fuori dei confini della città di Valga. Con la mediazione dei britannici, il conflitto fu superato e la città di Valga, ancora oggi, è divisa tra le due nazioni.
La coalizione del governo Tõnisson, consisteva nei tre partiti maggiori del Parlamento: il partito di Tõnisson (Partito del Popolo Estone) con i Socialdemocratici ESDTP, e quello di centro-sinistra, il Partito Estone del Lavoro. Il 1º luglio del 1920, i socialdemocratici lasciarono improvvisamente la coalizione per differenze ideologiche e l'intero gabinetto governativo cadde il 28 luglio 1920, dopo che Tõnisson fallì nel trovare un nuovo partito membro della coalizione.
Un nuovo Capo di Governo fu difficile da trovare. I membri del Partito Laburista fallirono nel tentare di supportare un altro membro del Partito del Popolo estone, dopo Tõnisson. Alla fine venne incaricato Ado Birk, per il nuovo governo. Egli tuttavia non trovò mai il supporto dell'Assemblea Costituente e il suo governo restò formalmente in carica solo per tre giorni. Fu quindi richiamato Tõnisson a capo del suo secondo mandato come Primo Ministro nella coalizione monopartitica.
Il partito di Tõnisson, (Partito del Popolo Estone), velocemente perse la sua popolarità e divenne uno dei più piccoli partiti del Riigikogu, prendendo alle successive elezioni: solo 10 seggi nel 1920, 8 seggi nel 1923 e nel 1926 e 9 seggi nel 1929 su 101 seggi esistenti. Tuttavia Tõnisson rimase popolare e nonostante avesse pochi seggi al Riigikogu, il suo partito fece parte delle coalizioni governative in nove governi su dodici, fino al 1932. Un membro di spicco del partito, Jüri Jaakson, fu anche Anziano di Stato (Riigivanem), nella grande coalizione dopo il tentativo di Colpo di Stato, perpetrato dai comunisti, tra il 1924 ed il 1925. Dal 7 giugno 1923 al 27 maggio 1925, Tõnisson fu Presidente del Parlamento.
Tõnisson formò il suo terzo governo il 9 dicembre del 1927, e fu per la prima volta Anziano dello Stato (Riigivanem). Fu un'altra coalizione con il Partito Estone del Lavoro, ed il Partito dei Contadini d'Estonia. Il governo cadde il 4 dicembre del 1928.
Tõnisson tornò alla grande politica il 12 febbraio del 1931, quando egli divenne il Ministro degli Affari Esteri, nel governo di Konstantin Päts. Durante gli inizi degli anni trenta il clima politico in Estonia cambiò. Nell'ottobre del 1931, il Partito dei Democratici Cristiani, emerso all'interno del Partito del Popolo Estone di Tõnisson, si unì con il Partito Laburista per formare il Partito Nazionale di Centro agli inizi del 1932. Tre maggiori partiti erano emersi nel Riigikogu, all'ala sinistra: il Partito dei Lavoratori Socialisti Estoni, al centro: il Partito Nazionale del Centro e all'ala destra il Partito dei Contadini Uniti. Il governo di Päts si dimise, ma Tõnisson rimase nella stessa carica anche per il successivo governo di Jaan Teemant fino a che anche questo cadde il 19 luglio del 1932.
Le elezioni del 1932 portarono il Partito Nazionale di Centro ad ottenere 23 seggi su 101 al Riigikogu, facendolo il secondo partito più grande in Parlamento. Tõnisson ricoprì la carica di Presidente del Parlamento, dal 19 luglio del 1932 al 19 maggio del 1933.
A seguito di differenze economiche, il Partito Nazionale di Centro, lasciò la coalizione di governo e Jaan Tõnisson formò il suo quarto governo il 18 maggio 1933. Il rifondato Partito dei Decisionisti, che proveniva dalla estrema destra del Partito dei Contadini Uniti, fu l'unico partito di coalizione per il Partito del Popolo.
Le decisioni del governo di Tõnisson durante la grave crisi finanziaria del 1932, portarono ad un totale declino della sua popolarità personale, sebbene le politiche adottate dal governo avrebbero aiutato la nazione estone ad uscire dalla crisi. Nel referendum del 1933, i votanti adottarono una costituzione autoritaria, influenzati da quanto stava avvenendo in quell'epoca in molte parti d'Europa, che avrebbe portato Konstantin Päts al potere nel 1934. Päts presto sospese le attività di ogni partito politico e del parlamento, ed impose limiti alle libertà civili, sopprimendo il Parlamento nel 1934 e i partiti politici nel 1935. Questo periodo fu anche chiamato : l'Era del Silenzio.
Con il cambio della situazione in Estonia, Tõnisson divenne il leader dell'opposizione democratica. Con il risultato che il governo autoritario espropriò il suo giornale Postimees, affinché Tõnisson non continuasse a promuovere e difendere gli ideali democratici nella nazione.
Nel 1938 si riuscirono ad indire elezioni semi-democratiche e Tõnisson fu rieletto nella Assemblea dello Stato (Riigivolikogu - cioè la Camera Bassa del Riigikogu), dove egli continuò a combattere strenuamente per il ristabilimento della democrazia in Estonia.
Dal 1939 l'Estonia fu considerata essere nella sfera di influenza dell'Unione Sovietica, dopo il Patto Molotov-Ribbentrop. Già nel 1940 l'Estonia venne completamente occupata dall' Urss. Tõnisson tentò di influenzare il Presidente Päts, per resistere, almeno simbolicamente, all'occupazione sovietica così da smuovere l'opinione pubblica internazionale. Ma Päts aveva già deciso di arrendersi ai sovietici, senza fare alcuna resistenza.
Nell'estate del 1940 Tõnisson iniziò una vasta campagna, organizzando la nomina di candidati rivali dei comunisti alle elezioni del Parlamento- fantoccio sovietico in Estonia. I sovietici, volendo l'intero controllo del Parlamento, non esitarono ad utilizzare mezzi violenti per togliere di mezzo ogni loro rivale. Solo in questo modo i sovietici riuscirono ad imporsi in Estonia.
Tõnisson, Membro del Parlamento:
- 1917 - 1919 - Assemblea Provinciale Estone Maapäev
- 1919 - 1920 - Assemblea Costituente Estone
- 1920 - 1923 - I Riigikogu
- 1923 - 1926 - II Riigikogu
- 1926 - 1929 - III Riigikogu
- 1929 - 1932 - IV Riigikogu
- 1932 - 1934/1937 - V Riigikogu
- 1938 - 1940 - VI Riigikogu - Riigivolikogu.

## L'arresto e la scomparsa
Le autorità sovietiche non esitarono ad arrestare Tõnisson nell'autunno del 1940 e lo processarono. Durante questo processo Tõnisson non si giustificò e neppure diede informazioni su altri politici estoni che si opposero ai sovietici. L'esatto luogo ove Tõnisson fu portato e le circostanze della sua morte rimangono ancora oggi avvolte nel mistero. La circostanza più credibile sulla fine di Tõnisson è che egli sia stato fucilato dai sovietici a Tallinn, nei primi giorni di luglio del 1941. Il suo luogo di sepoltura è tuttora sconosciuto.
Gli ideali democratici di Tõnisson, la sua integrità morale e l'onorabile morte ispirarono simbolicamente per decenni gli estoni a resistere al regime sovietico ed alla fine a riguadagnare l'indipendenza dall'URSS, nel 1991.
Un monumento in memoria di Tõnisson è stato eretto ed inaugurato a Tartu nel 1999.